# Водяное (Ольховатская сельская община)
Водяно́е (укр. Водяне) — село в Ольховатской сельской общине Купянского района Харьковской области Украины.
Код КОАТУУ — 6321484005. Население по переписи 2001 г. составляет 124 (57/67 м/ж) человека.

## Географическое положение
Село Водяное расположено между сёлами Анискино и Ольховатка, в начале балки Водяная, рядом с балками Дикарев Лог и Ямин Лог.
Вокруг села несколько небольших лесных массивов (дуб).
Через село протекает пересыхающий ручей.
Рядом проходит автомобильная дорога Т-2104.

## История
- 1750 — дата основания.
- До 17 июля 2020 года село входило в Ольховатский сельский совет, Великобурлукский район, Харьковская область.

## Экономика
- В селе есть молочно-товарная и свинотоварная фермы.

## Объекты социальной сферы
- Школа.